# Pennies from Heaven
Pennies from Heaven (Brasil: Dinheiro do Céu) é um filme norte-americano de 1981, dos gêneros drama, comédia, romance e musical, dirigido por Herbert Ross com roteiro de Dennis Potter baseado em sua telessérie homônima.

## Recepção
A produção contrasta alegres números musicais da década de 1930 com um visual sombrio, que remete à obra do pintor Edward Hopper.
Frequentemente, o drama, trágico e realista, da vida de seus personagens é interrompido para que esses mesmos personagens dublem as canções que eram sucesso na época, ouvidas em suas versões originais. Assim, por exemplo, Steve Martin dubla Bing Crosby em Did You Ever See a Dream Walking?, enquanto ele e Bernadette Peters dublam Fred Astaire e Ginger Rogers em Let's Face the Music and Dance.

## Sinopse
Chicago, anos 1930. Arthur Parker vende partituras e acredita que é capaz de prever um sucesso a distância. Ele quer abrir seu próprio negócio, mas a Depressão impede que consiga um empréstimo bancário. Além disso, sua esposa Joan recusa-se a lhe entregar suas economias—e também a satisfazer seus acentuados desejos sexuais. Certo dia, durante viagem de negócios, Arthur conhece Eileen, tímida professorinha tão desesperada por afeto quanto ele é por sexo. Eles iniciam um romance, mas a tragédia os espera...

## Principais premiações
| Patrocinador                                            | Prêmio       | Categoria | Situação                                                                            |
| ------------------------------------------------------- | ------------ | --- | ----------------------------------------------------------------------------------- |
| Academia de Artes e Ciências Cinematográficas           | Oscar        | Melhor Roteiro Adaptado Melhor Figurino Melhor Mixagem de Som                                                                           | Indicado[carece de fontes?] Indicado[carece de fontes?] Indicado[carece de fontes?] |
| Associação de Correspondentes Estrangeiros de Hollywood | Golden Globe | Melhor Filme - Comédia ou Musical Melhor Ator - Comédia ou Musical (Steve Martin) Melhor Atriz - Comédia ou Musical (Bernadette Peters) | Indicado[carece de fontes?] Indicado[carece de fontes?] Vencedor[carece de fontes?] |
| New York Film Critics Circle Awards                     | NYFCC        | Melhor Fotografia Melhor Roteiro | Segundo Lugar[carece de fontes?] Terceiro Lugar[carece de fontes?]                  |

## Elenco
| Ator/Atriz          | Personagem         |
| ------------------- | ------------------ |
| Steve Martin        | Arthur             |
| Bernadette Peters   | Eileen             |
| Jessica Harper      | Joan               |
| Vernel Bagneris     | O Homem Acordeão   |
| John McMartin       | Warner             |
| John Karlen         | O Detetive         |
| Jay Garner          | O Banqueiro        |
| Robert Fitch        | Al                 |
| Tommy Rall          | Ed                 |
| Eliska Krupka       | A Jovem Cega       |
| Christopher Walken  | Tom                |
| Francis X. McCarthy | O Bartender        |
| Raleigh Bond        | Barrett            |
| Gloria LeRoy        | A Prostituta       |
| Nancy Parson        | A Prostituta Velha |